# Flottilles des Flandres
Les flottilles des Flandres étaient des unités militaires de la Kaiserliche Marine (marine impériale allemande) pendant la Première Guerre mondiale. Elles ont été constituées pour mener la campagne contre les navires alliés dans les approches occidentales (eaux territoriales britanniques). Fonctionnant à l’origine comme une unique flottille, elle a été divisée en deux flottilles pendant la dernière partie de la guerre.
La flottille des Flandres a été constituée en mars 1915 dans le port de Bruges en Belgique occupée. Commandée par le Kapitänleutnant Karl Bartenbach, la force comprenait neuf U-boote de type UB et sept U-boote de type UC, des petits sous-marins côtiers produits en série, bien adaptés aux opérations dans les eaux fermées de la Manche et de la mer du Nord. Les UB ont été préfabriqués en Allemagne, amenés en sections à Bruges et assemblés là. Les bateaux utilisaient Zeebruges et Ostende comme ports d'attache. Les mouilleurs de mines de type UC les ont rejoints à la fin de 1915. Tout au long de la campagne, la flottille s’est agrandie, bien que les pertes soient également restées élevées, car l’unité a supporté une proportion considérable de la guerre au commerce (Handelskrieg) autour des côtes britanniques. En 1916, 12 bateaux ont été perdus. En 1917, ce nombre est passé à 29 bateaux, 9 de type UB et 20 de type UC.
En octobre 1917, la force fut divisée en deux flottilles distinctes et Bartenbach, promu Korvettenkapitän, fut nommé chef de flottille (Führer der U-boote, FdU). 
La 1ère flottille des Flandres, sous le commandement du Kapitänleutnant Walther, comprenait 8 UB et 12 UC à sa formation. Au cours des douze mois suivants, 10 UB et 5 UC ont été perdus. Avec les remplacements, l’effectif de l’unité en 1918 était de 16 UB et 9 UC. 
La 5e flottille des Flandres, dirigée par le Kapitänleutnant Rohrbeck, comprenait 2 UB et 12 UC. 12 bateaux UB et 12 UC ont été perdus, mais avec les remplacements, son effectif en 1918 était de 17 UB et 7 UC. 
Vers la fin de 1918, la base de Bruges est abandonnée alors que les armées allemandes sur le Front de l'Ouest battent en retraite. Les bateaux survivants des flottilles se rendirent à Harwich en novembre 1918.